# 98 Samodzielny Gwardyjski Pułk Lotnictwa Mieszanego
98 Samodzielny Gwardyjski Pułk Lotnictwa Mieszanego (ros. 98-й отдельный гвардейский смешанный авиационный полк) – samodzielny oddział Sił Zbrojnych Federacji Rosyjskiej w ramach Zachodniego Okręgu Wojskowego; podlega 1. Dowództwu Sił Powietrznych i Obrony Przeciwlotniczej.
Siedzibą sztabu i dowództwa brygady jest Monczegorsk.